# Nesticus yaginumai
Espèce
Nesticus yaginumai est une espèce d'araignées aranéomorphes de la famille des Nesticidae.

## Distribution
Cette espèce est endémique de la préfecture de Nagasaki au Japon,.

## Étymologie
Cette espèce est nommée en l'honneur de Takeo Yaginuma.

## Publication originale
- Irie, 1987 : Nesticid spiders (Araneae, Nesticidae) from Kyushu, Japan. Journal of the Speleological Society of Japan, vol. 12, p. 14-23.